# Crocodylus raninus
Crocodylus raninus є загадковим видом прісноводних крокодилів, ендемічних для острова Борнео в Південно-Східній Азії. Його таксономічний статус суперечливий і неясний: деякі автори вважали його синонімом Crocodylus porosus, хоча переопис у 1990 і 1992 роках надав докази чіткої ідентичності.